# Regionaler Naturpark Haut-Languedoc

Logo des Parks

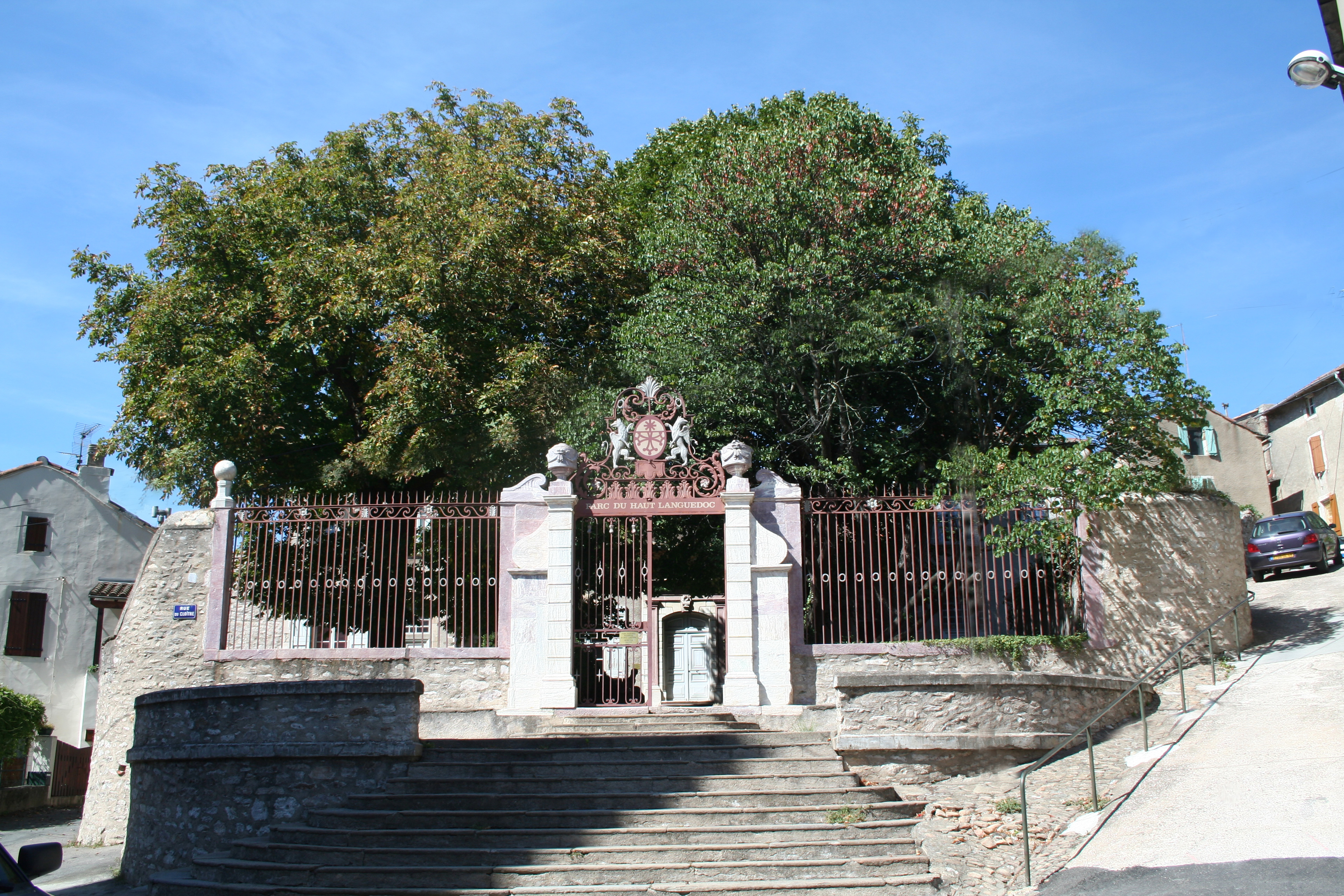
Maison du Parc in Saint-Pons-de-Thomières

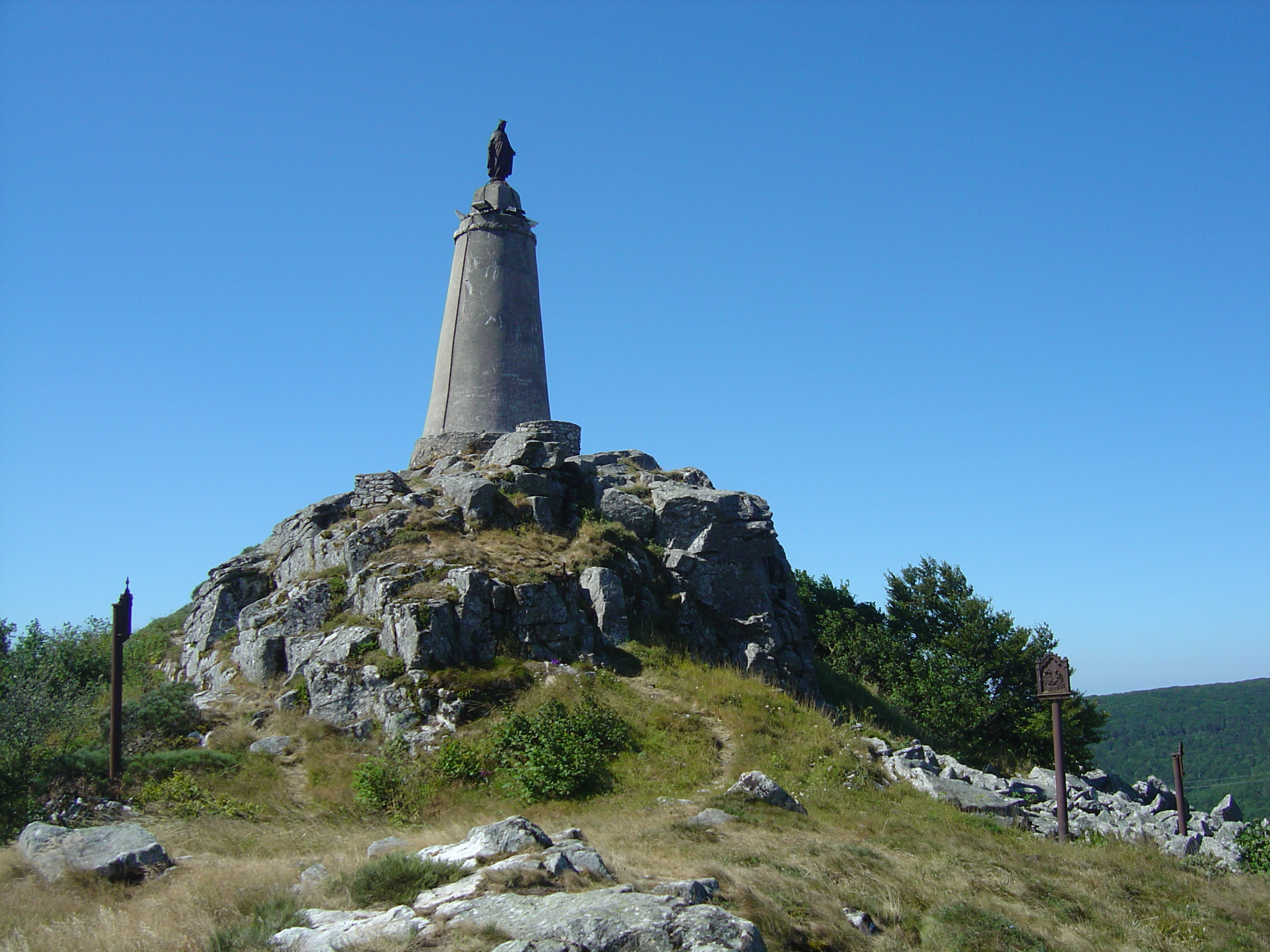
Marienstatue am Roc de Montalet

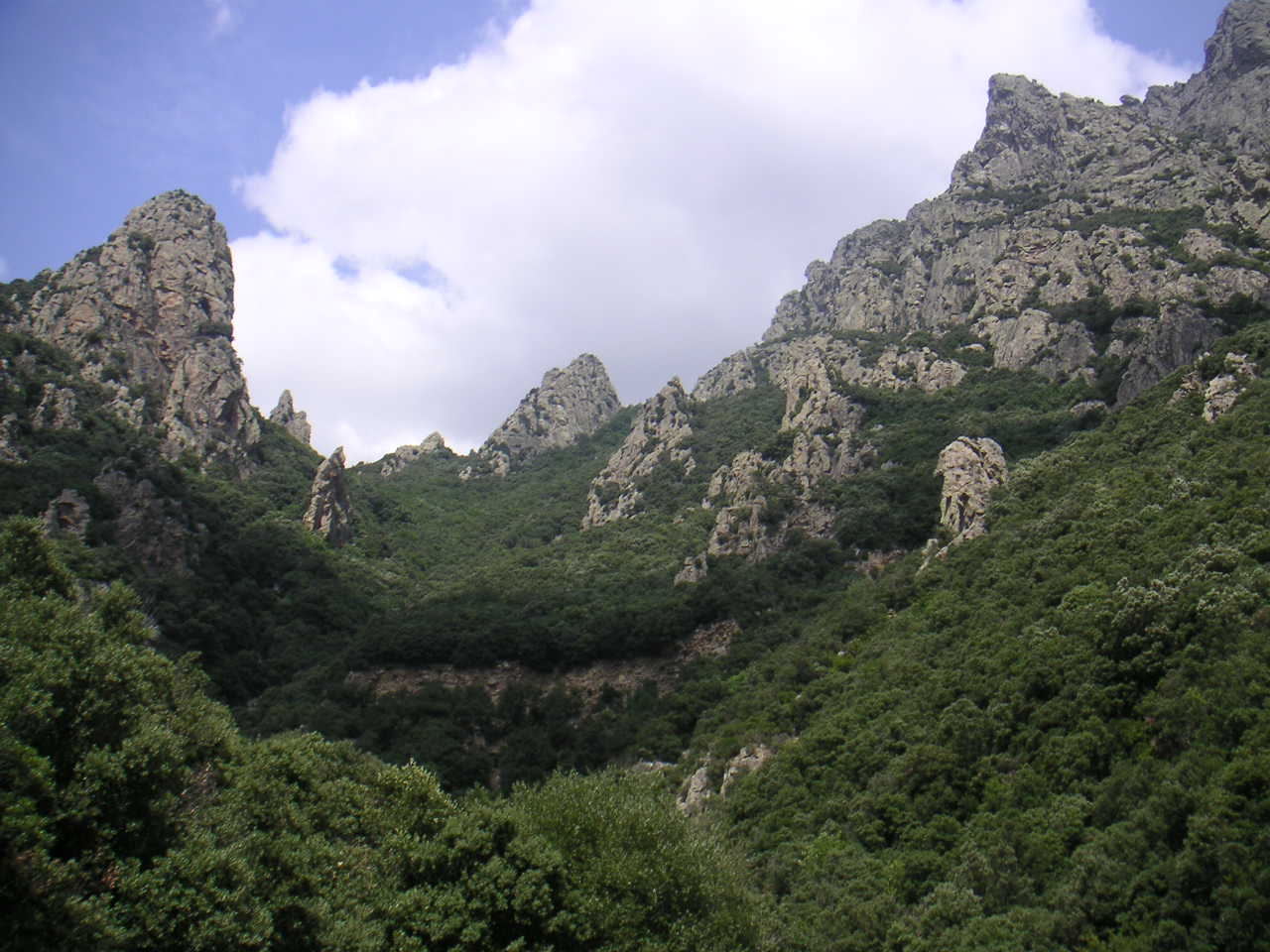
Die Schlucht Gorges d’Héric

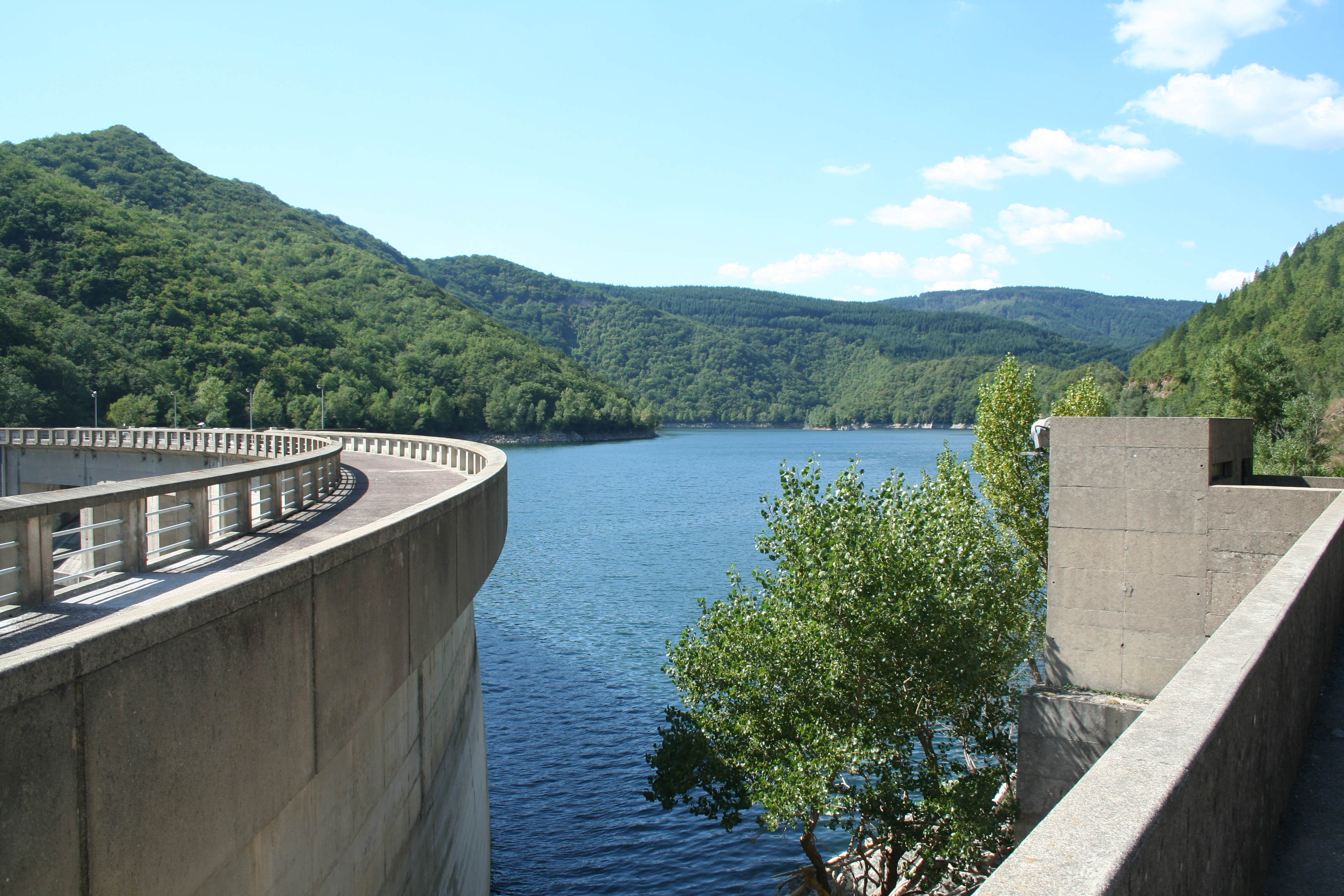
Stausee Lac d’Avène

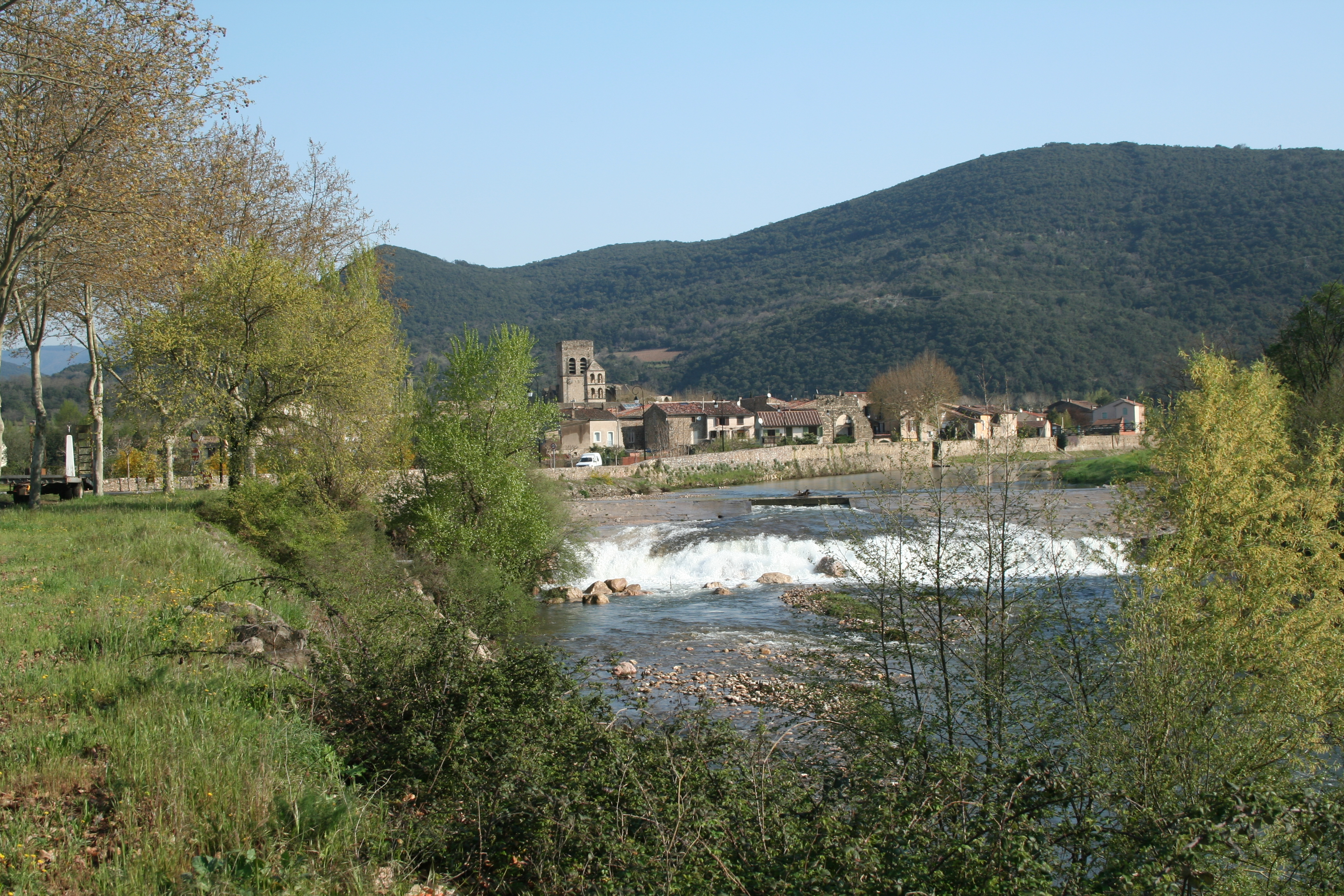
Villemagne-l’Argentiere am Fluss Mare

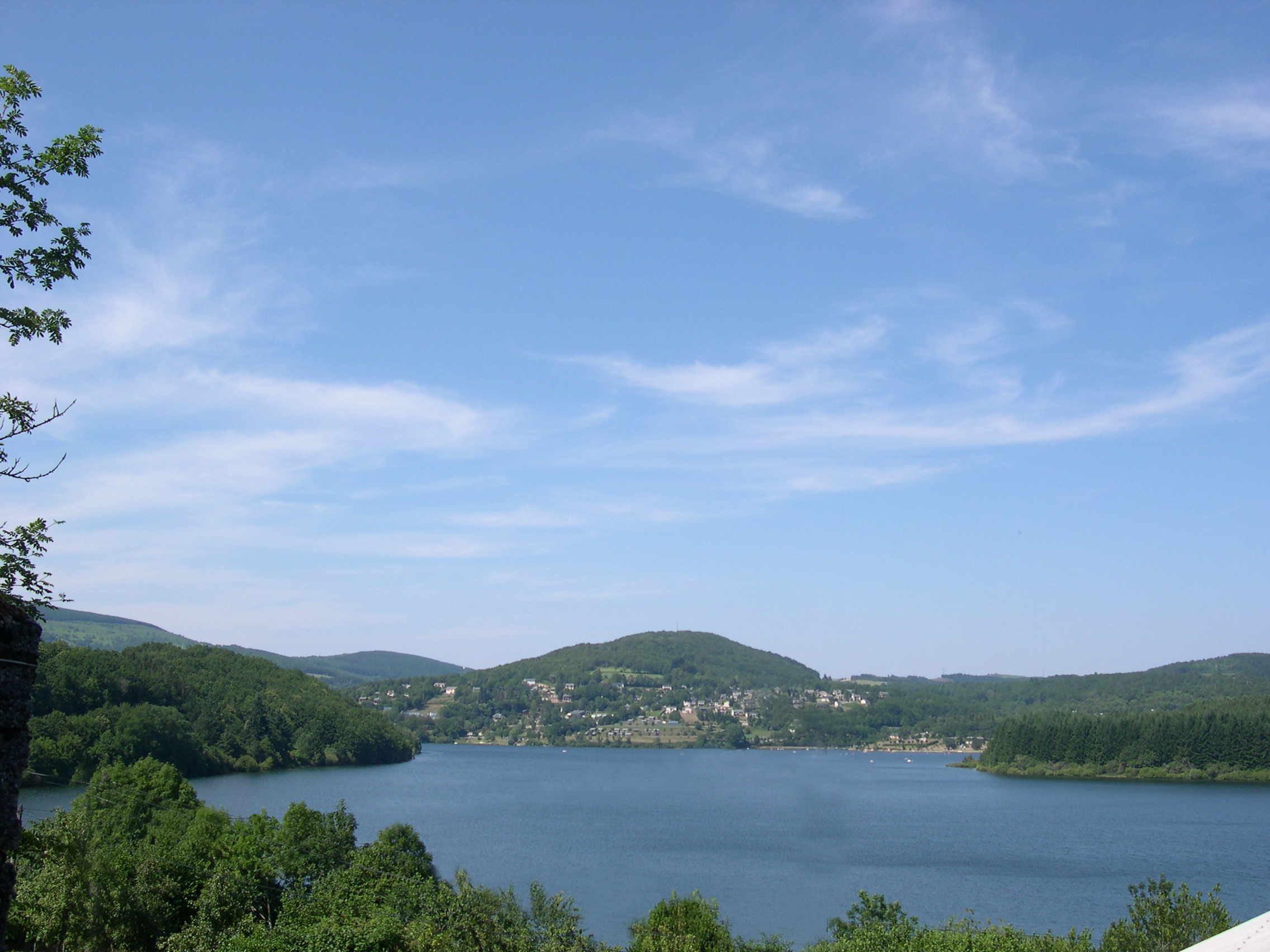
Lac de Laouzas

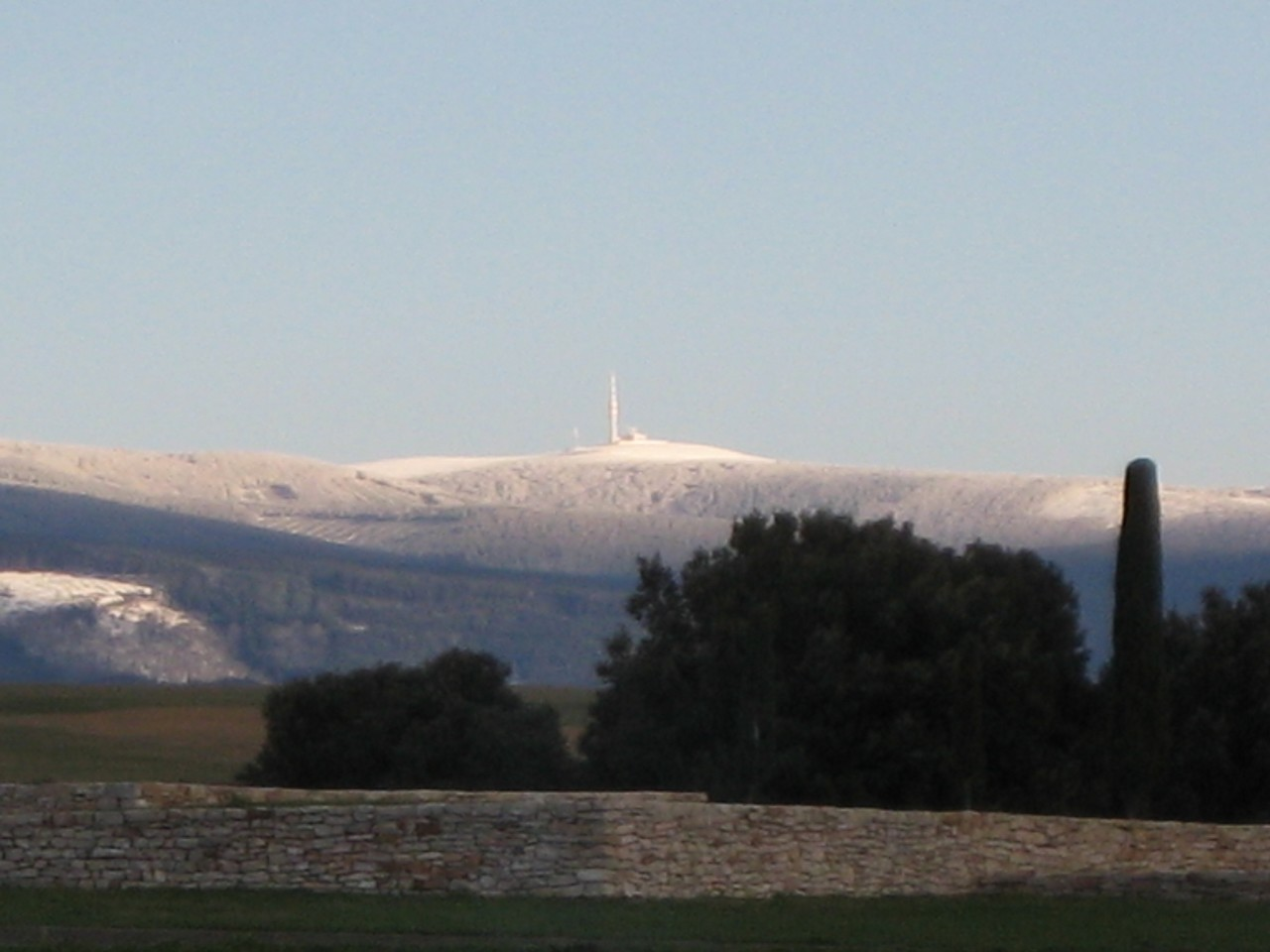
Der Gipfel Pic de Nore

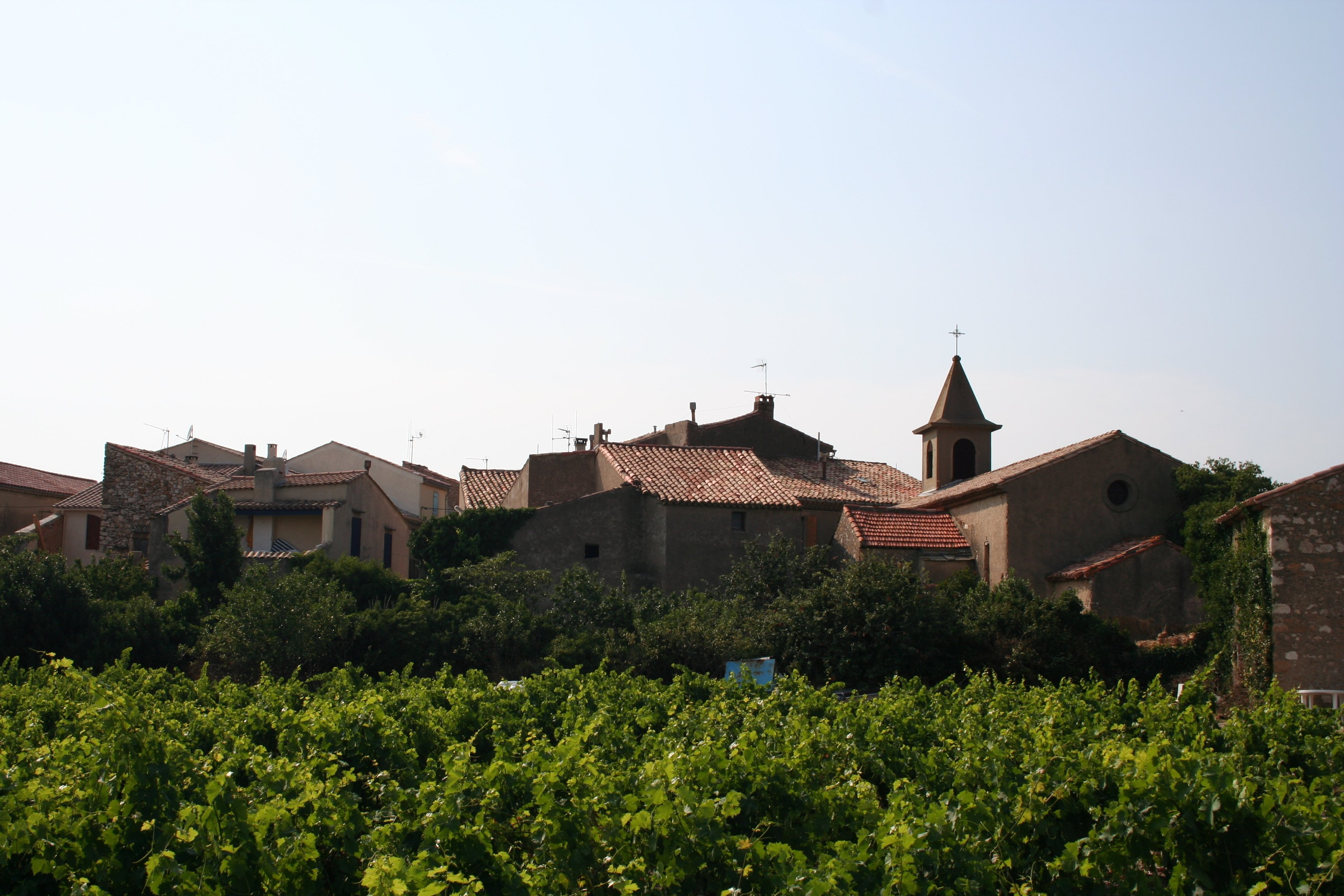
Weinbau in Saint-Jean-de-Minervois

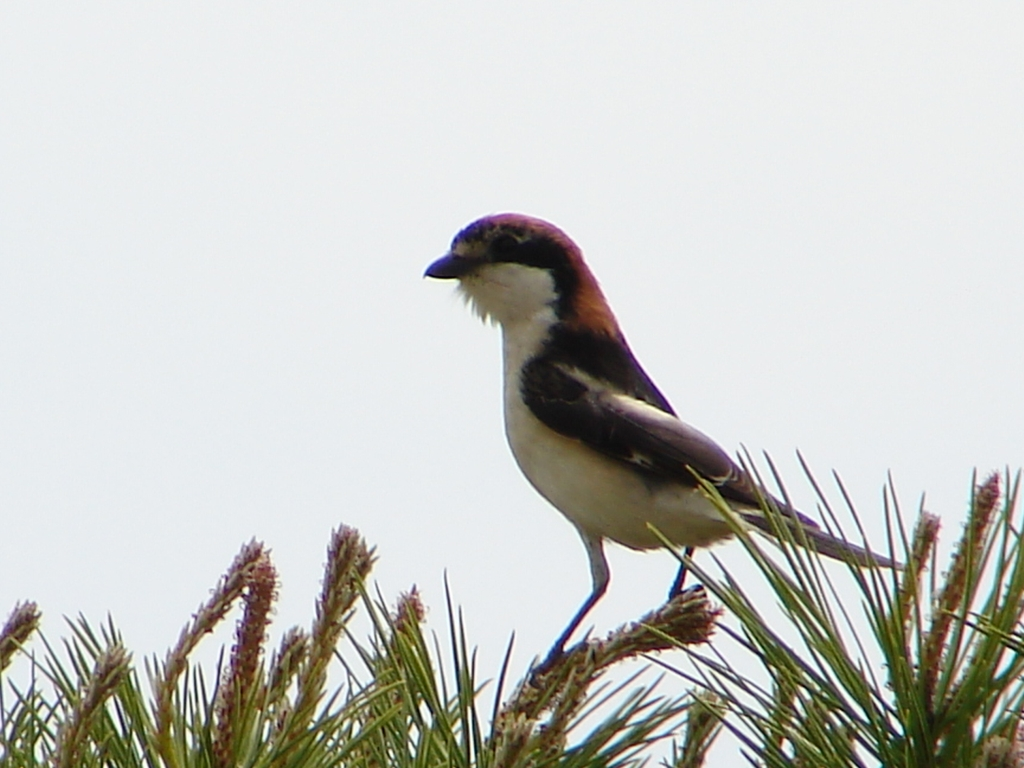
Rotkopfwürger

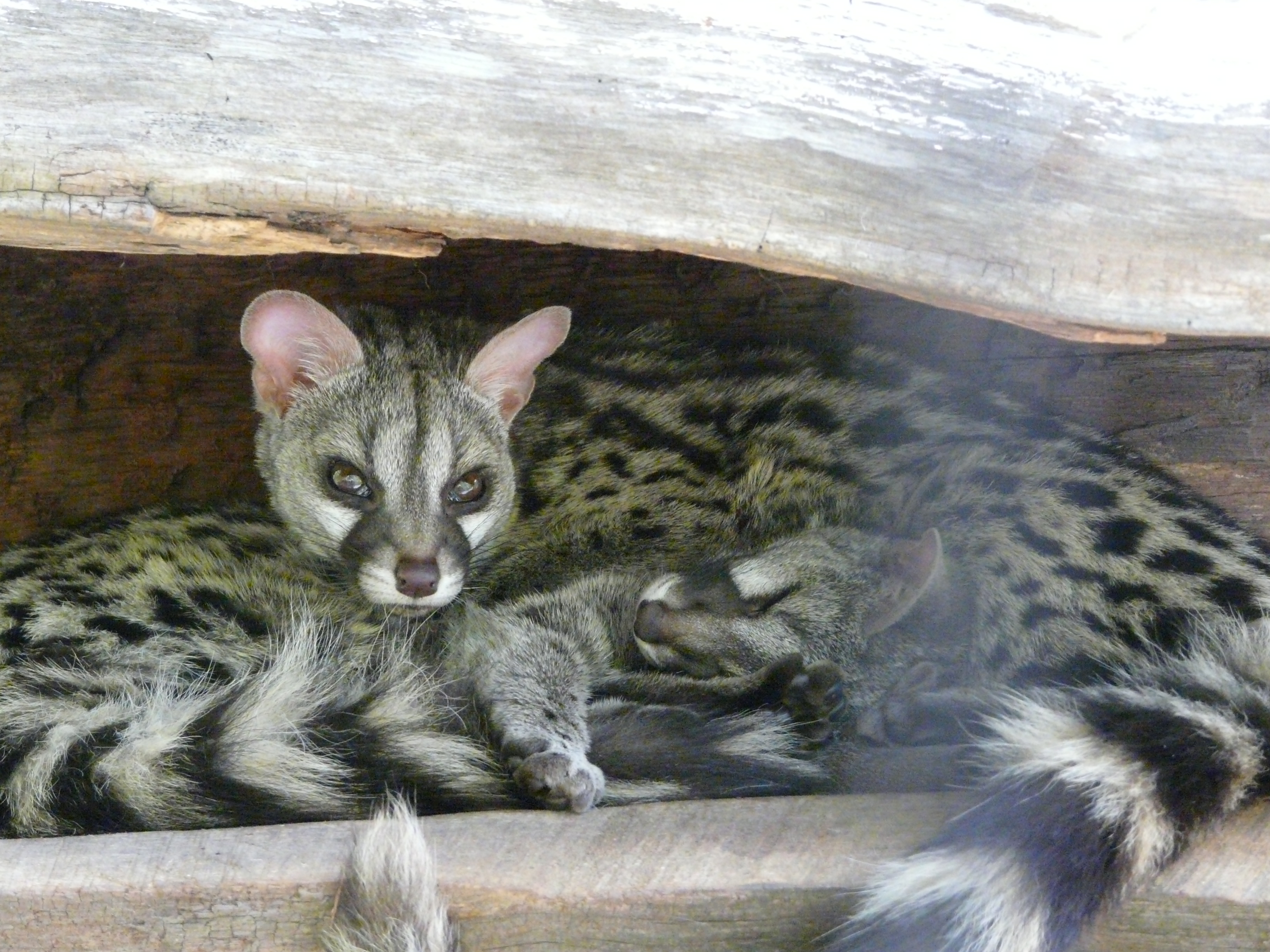
Kleinfleck-Ginsterkatze

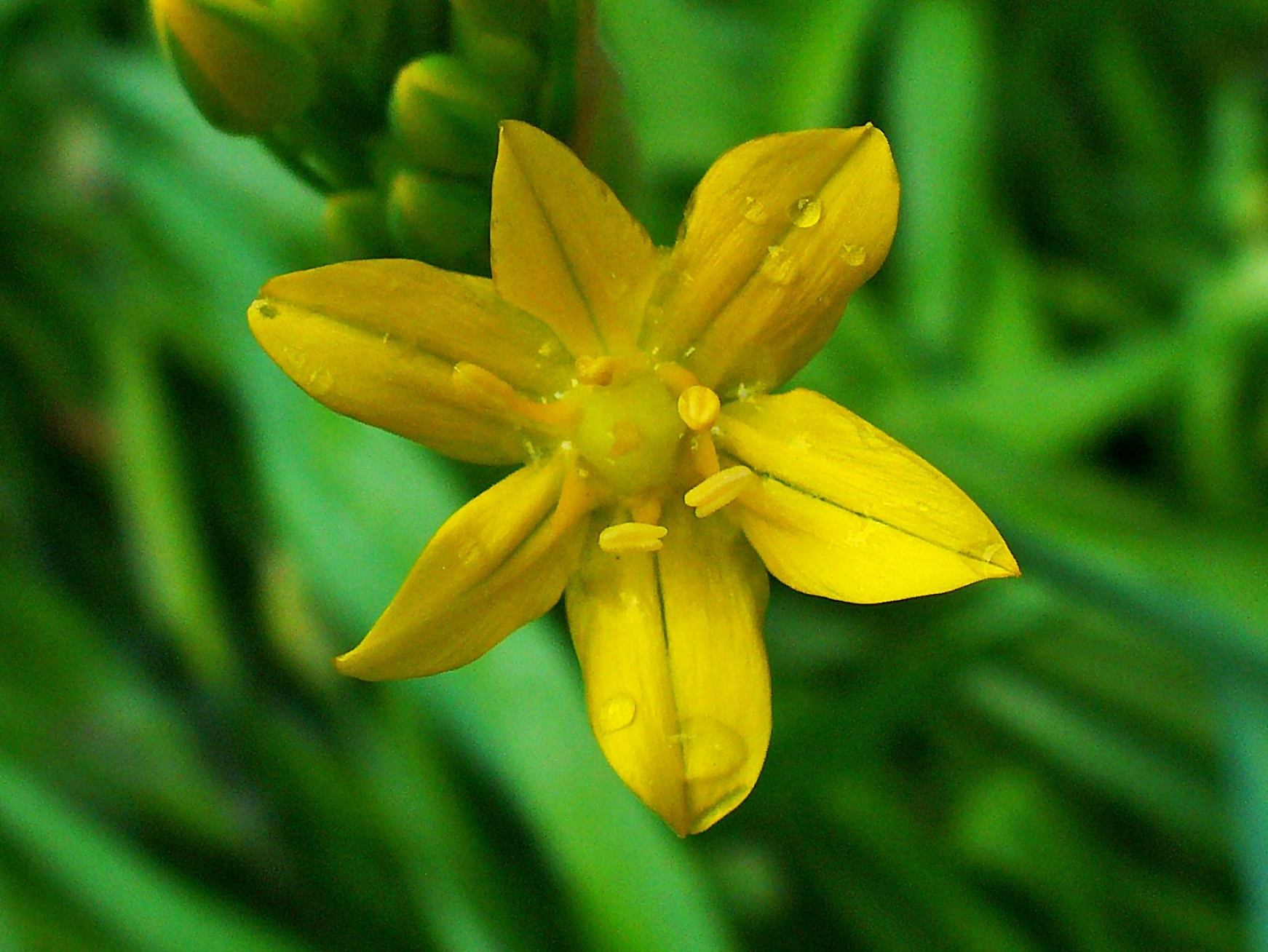
Gold-Lauch

Der Regionale Naturpark Haut-Languedoc (frz. Parc naturel régional du Haut-Languedoc) erstreckt sich in den französischen Départements Hérault und Tarn in der Region Okzitanien. Er liegt in der gleichnamigen Landschaft Haut-Languedoc etwa zwischen den Orten
- Castres im Nordwesten,
- Revel im Westen,
- Saint-Chinian im Südosten und
- Bédarieux im Osten.

Im Nordosten grenzt er direkt an den Regionalen Naturpark Grands Causses.

## Parkverwaltung
Die Gründung des Naturparks erfolgte am 22. Oktober 1973 und umfasst heute eine Fläche von rund 306.000 Hektar. Die Parkverwaltung hat ihren Sitz in Saint-Pons-de-Thomières (43° 29′ 27″ N, 2° 45′ 38″ O), wo sich das „Maison du Parc“ befindet. Nach der Überarbeitung der Charta im Jahr 2012 bilden nunmehr 109 Gemeinden mit einem Einzugsgebiet von etwa 100.000 Bewohnern den Park.

## Größere Orte im Park
| Département Tarn: - Anglès - Barre - Brassac - Dourgne - Labruguière - Lacaune - Mazamet - Murat-sur-Vèbre - Saint-Amans-Soult | Département Hérault: - Bédarieux - Le Bousquet-d’Orb - La Salvetat-sur-Agout - Olargues - Saint-Gervais-sur-Mare - Saint-Pons-de-Thomières - La Tour-sur-Orb |

## Landschaft
Der Naturpark umfasst die südlichen Ausläufer des französischen Zentralmassivs. Die Täler der Flüsse Agout, Thoré und Orb strukturieren das Parkgebiet hauptsächlich in Ost-West-Richtung. Geologisch gesehen liegt das Gebiet im Zentrum einer Variszischen Gebirgsbildung, die vor mehr als 300 Millionen Jahren stattgefunden hat und deren Relikte sich heute von Nordost nach Südwest durch den Regionalen Naturpark ziehen und die Ursache für das Auftreten von Granit, Gneis und Glimmerschiefer, sowie örtlich auch Sandstein und steinkohlehaltige Ablagerungen darstellt. Aufgrund seines komplexen geologischen Aufbaus und der Lage im Überlappungsbereich zwischen der atlantischen und der mediterranen Klimazone haben sich vielfältige Landschaftsformen entwickelt.
Der Park umfasst folgende Naturlandschaften und Biotope:
- Sidobre
- Monts de Lacaune
- Montagne de l’Espinouse und Caroux-Massiv
- Monts d’Orb
- Plateau des Lacs
- Montagne Noire
- Vignes et Vallées

### Sidobre
Der Sidobre ist ein Granit-Plateau im Nordwestteil des Regionalen Naturparks Haut-Languedoc, die Hauptorte sind Burlats, Lacrouzette, Montredon-Labessonnié und Roquecourbe. Der Fluss Agout windet sich um den nördlichen und östlichen Rand des ca. 10 km langen und ca. 10 km breiten Gebietes, dessen Oberfläche durch Erosion stark zerklüftet ist. Es handelt sich um eine der größten Granit-Ablagerungen in Europa; durch die Erosion wurden bizarre Granitblöcke gebildet, die an bestimmten Orten eine besondere touristische Attraktion darstellen.

Granitfelsen im Chaos de la balme
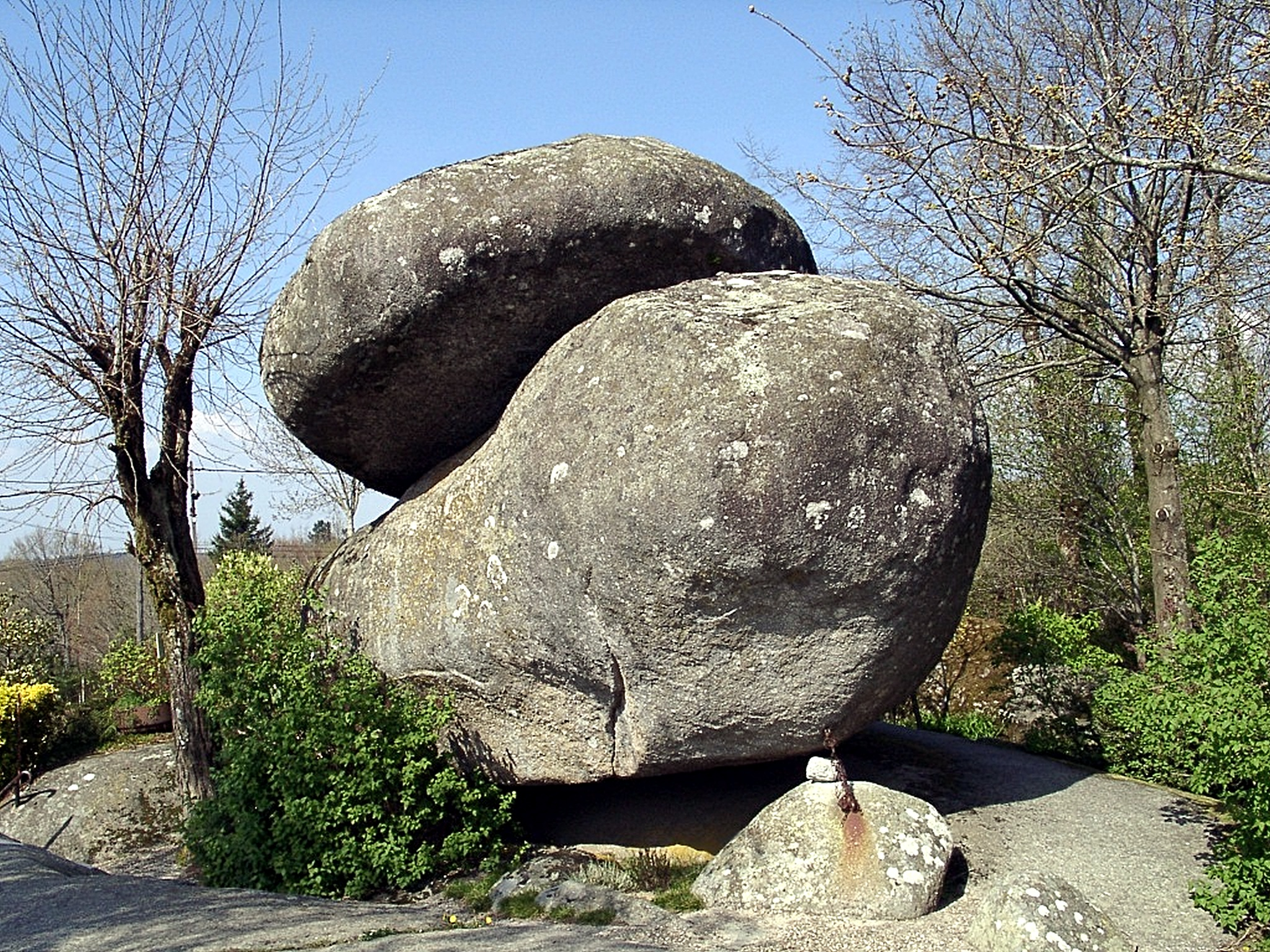
Wackelstein
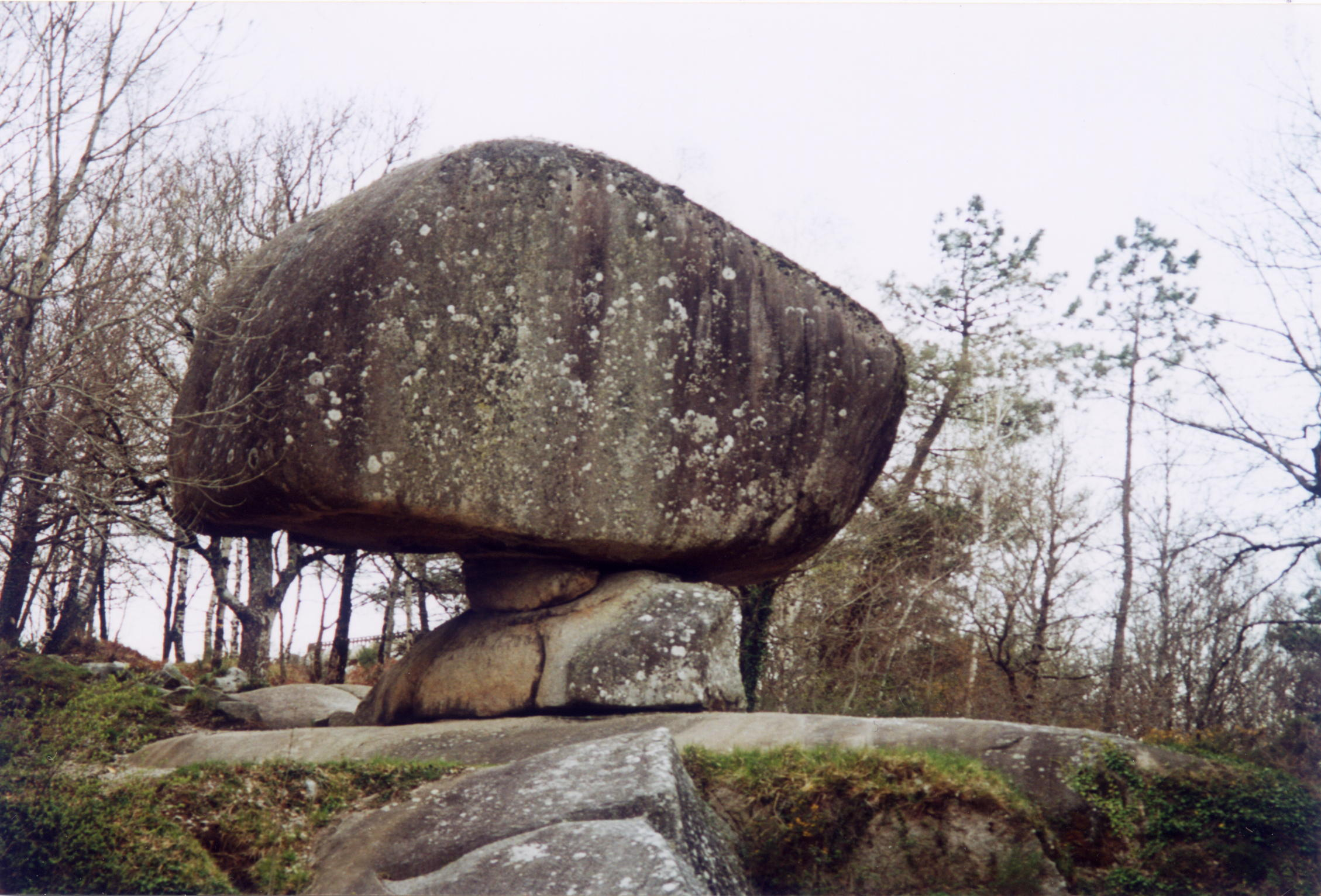
Peyro Clabado
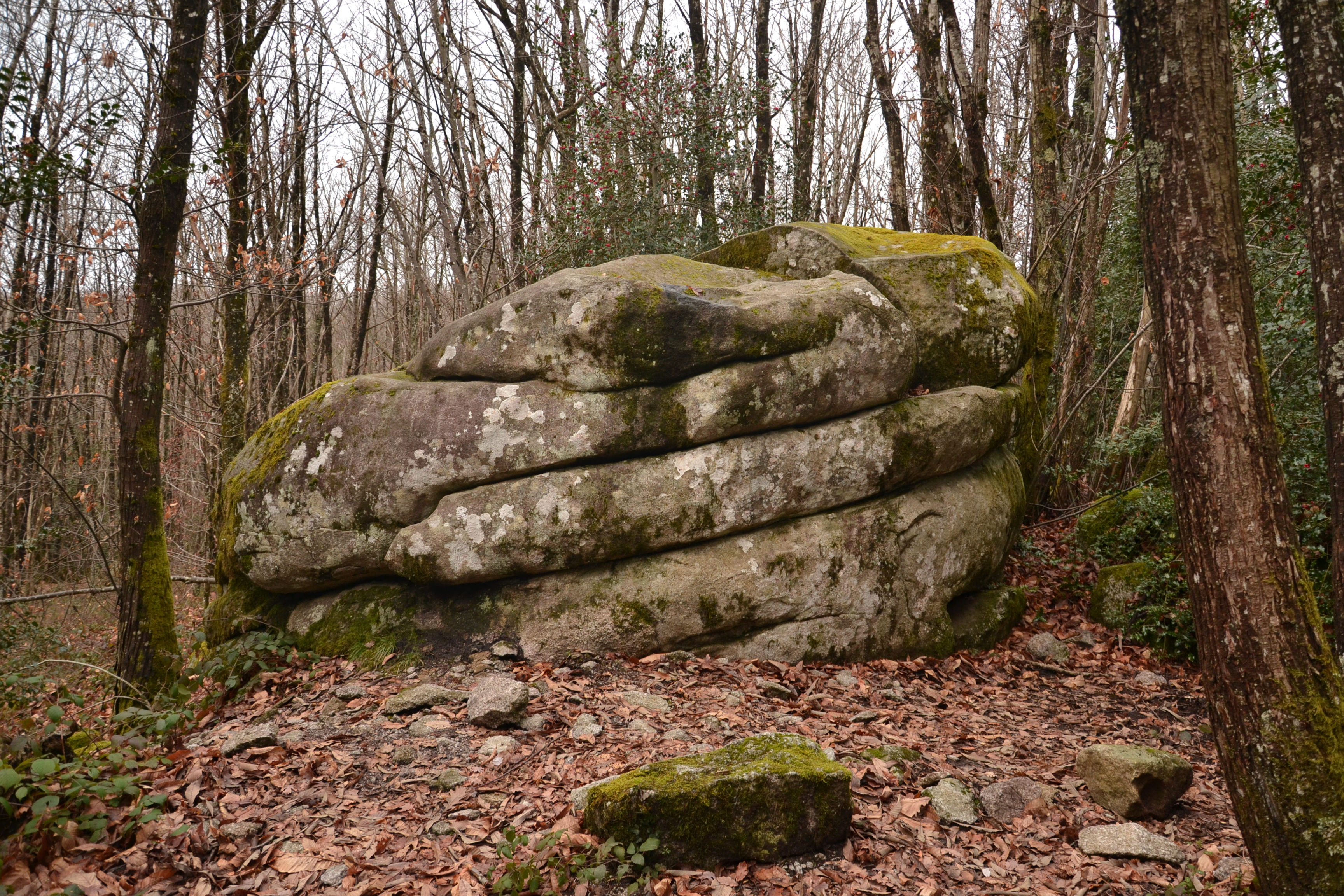
Hamburger
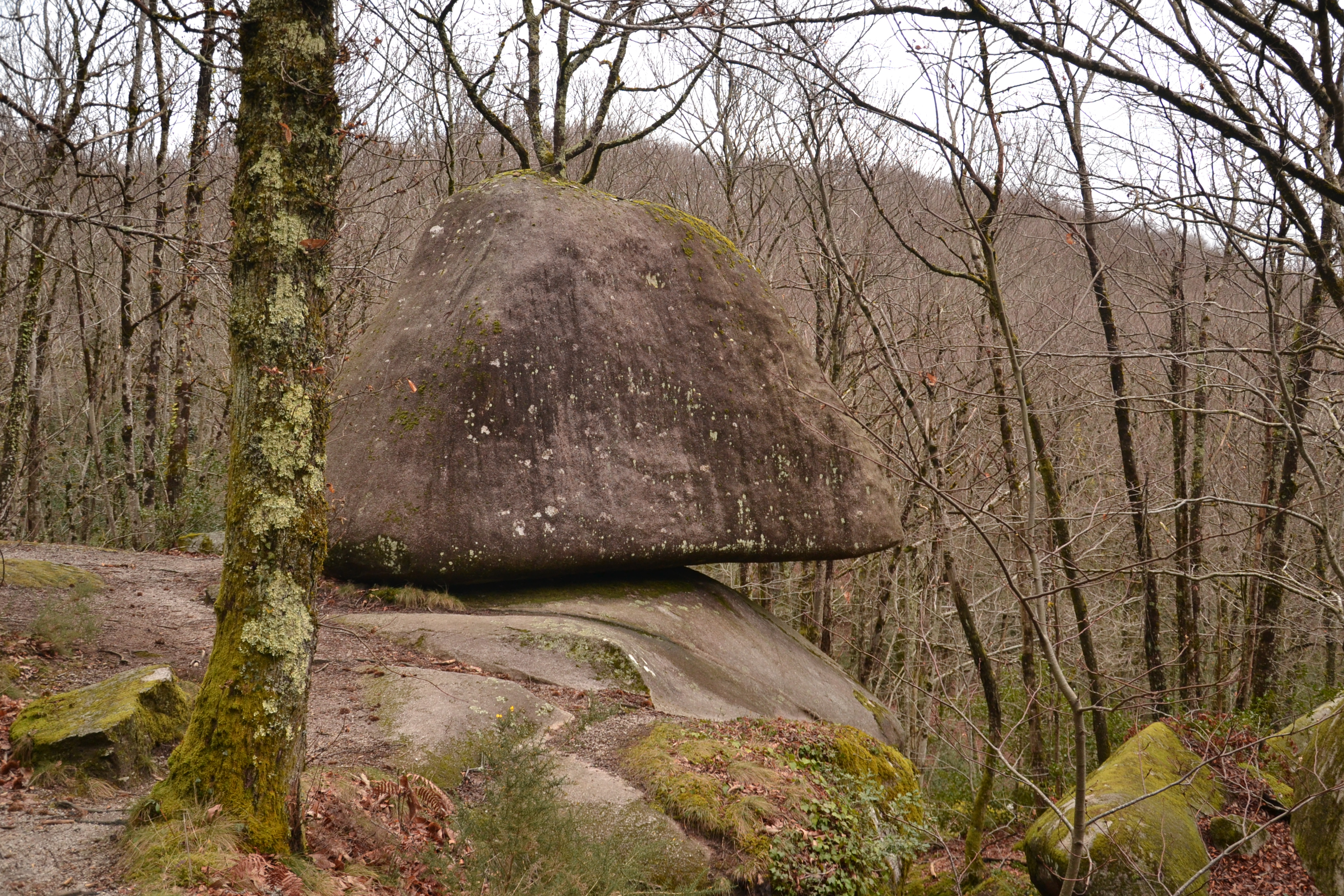
Napoléonshut

### Monts de Lacaune
Als Monts de Lacaune bezeichnet man die Landschaft rund um die gleichnamige Hügelkette im nördlichen Teil des Naturparks. Sie wird im Süden durch den Fluss Agout und seinen Nebenfluss Vèbre begrenzt. Die Hauptorte in diesem Gebiet heißen Lacaune und Viane. Der höchste Gipfel der Bergkette ist der Montgrand (1267 m), der aber öffentlich nicht zugänglich ist, weil sich in seiner unmittelbaren Umgebung wichtige militärische Anlagen befinden. In der Nähe liegt der Roc de Montalet (1259 m), auf dem eine kleine Marien-Statue thront.

### Montagne de l’Espinouse und Caroux-Massiv
Diese Landschaft umfasst die beiden zusammenhängenden Bergmassive Montagne de l’Espinouse und Caroux. Sie liegt im östlichen Teil des Regionalen Naturparks und wird im Norden durch den Fluss Agout und im Süden vom Orb begrenzt. Der Hauptort ist Saint-Gervais-sur-Mare. Zwischen den beiden Massiven verläuft die eindrucksvolle Schlucht George d’Héric nach Norden.

### Monts d’Orb
Das Gebiet liegt im Osten und äußersten Nordosten des Naturparks. Es ist benannt nach dem Fluss Orb, der in seinem Oberlauf das Gebiet durchquert. Im Nordostabschnitt, der weit in den Regionalen Naturpark Grands Causses hineinreicht, ist der Fluss zum Stausee Réservoir d’Avène ausgestaut, etwas weiter südlich durchquert er den Staatsforst Forêt Domaniale des Monts d’Orb. Unterhalb von Bédarieux schwenkt der Fluss Richtung Südwest bis West. Hauptorte in den Monts d’Orb sind Avène, Bédarieux, Le Bousquet-d’Orb, Hérépian, Lamalou-les-Bains, La Tour-sur-Orb und Villemagne-l’Argentière. Während in der Vergangenheit hier Abbau von Steinkohle betrieben wurde, ist die Landschaft heute für ihre Thermalquellen bekannt (Avène, Lamalou-les-Bains).

### Plateau des Lacs
Im Zentrum des Naturparks liegt ein seenreiches Gebiet, das durch Aufstau einiger bedeutender Flüsse entstanden ist. Es sind dies:
- Lac des Saints-Peyres, südöstlich von Anglès, Stausee des Flusses Arn
- Lac de la Raviège, westlich von La Salvetat-sur-Agout, Stausee des Flusses Agout
- Lac du Laouzas, nordöstlich von La Salvetat-sur-Agout, Stausee des Flusses Vèbre

### Montagne Noire
Die Landschaft Montagne Noire liegt im südwestlichen Teil des Naturparks. Innerhalb der Parkgrenzen liegt jedoch nur der stark bewaldete Nordhang des Höhenzuges sowie die breite Talfurche des Flusses Thoré, die relativ stark industrialisiert ist. Hauptorte sind: Dourgne, Labrugière, Mazamet und Saint-Amans-Soult. Die Montagne Noire sind eine sehr quellreiche Landschaft, viele der nach Süden führenden Quellbäche wurden für die Bewässerung des Schifffahrtskanals Canal du Midi abgeleitet. Höchster Punkt ist der Gipfel Pic de Nore (1211 m).

### Vignes et Vallées
Der Name bedeutet in deutscher Sprache Weinberge und Täler und beschreibt das Gebiet im Südosten des Naturparks schon ganz anschaulich. Es ist der langsame Übergang von den Montagne Noire in das Minervois und die Niederungen des Aude-Tales. Zahlreiche Flüsse und Bäche streben gegen Süd bis Südost, darunter auch der Orb, und eröffnen mit ihren Talfurchen dem mediterranen Klima den Zugang, wodurch hier bereits entlang der Flüsse Weinbau betrieben werden kann, der den Weinbaugebieten Minervois, Saint-Chinian und Faugères zugerechnet wird. Die Hauptorte sind: Saint-Pons-de-Thomières, Olargues, sowie viele kleine Weinorte, wie Minerve, Saint-Jean-de-Minervois, Roquebrun und Vieussan.

## Fauna und Flora
Der Regionale Naturpark Haut-Languedoc verfügt über eine große Vielfalt von Natureinflüssen:
Die mediterran geprägte Zone ist eine durch Hitze und Trockenheit geformte Landschaft mit geringen regnerischen Episoden. Das ermöglicht den Bestand einer bemerkenswerten Flora und Fauna. Man findet Flaumeichen, Garigue und Macchie als Bodenbedeckung. Auch die Steineiche entwickelt sich hier in speziellen Lagen, wie etwa auf Gipfeln, an Graten oder in Schluchten.
Die vom atlantischen Klima geprägte Zone ist eine Landschaft mit größeren Erhebungen. Sie weist ein sattes Grün auf und bildet die Lebensgrundlage zahlreiche Baumarten, wie der Rotbuche, der Eiche und mehrerer Arten von Nadelbäumen, wie die Douglasie, die von menschlicher Hand eingeführt wurden. Man findet hier auch landwirtschaftlich genutzte Flächen, sowie Grünland und Heidelandschaft. Auch Torfmoore kommen häufig vor und bieten in den Dürreperioden einen Vorrat an Grünfutter.
Das Territorium des Naturparks beherbergt etwa 250 Arten von Vögeln, von denen 120 regelmäßigen hier nisten, und 26 Fledermaus-Arten. 170 Tierarten sind als bemerkenswert eingestuft, ein großer Teil ist auf der nationalen und europäischen Ebene geschützt. Manche unter ihnen sind für das Haut-Languedoc geradezu  sinnbildlich geworden:
- Habichtsadler
- Steinkauz
- Rotkopfwürger
- Langfußfledermaus
- Kleinfleck-Ginsterkatze
- Fischotter
- Forelle
- Dohlenkrebs
- Flussperlmuschel

In der Gegend des Caroux-Massivs wurde auch eine Herde von Mufflons angesiedelt, die ursprünglich aus Korsika eingeführt wurde.
Die Flora umfasst etwa 2500 Arten von blühenden Pflanzen, von denen viele endemisch sind und unter besonderem Schutz stehen. Unter den seltensten Vertretern kann man Sonnentau, Gold-Lauch, Grasnelke und Schwarzkümmel anführen.